# UTC+7
UTC + 7:00 é o fuso horário onde o horário local é contado a partir de mais sete horas em relação ao horário do Meridiano de Greenwich.
Longitude ao meio: 105º 00' 00" L
É utilizado pelos seguintes países:
- Camboja[1]
- Austrália
  -  Ilha do Natal[2]
- Indonésia
  - Oeste: Jacarta
- Laos[1]
- Mongólia
  - Oeste: Khovd[3]
- Rússia

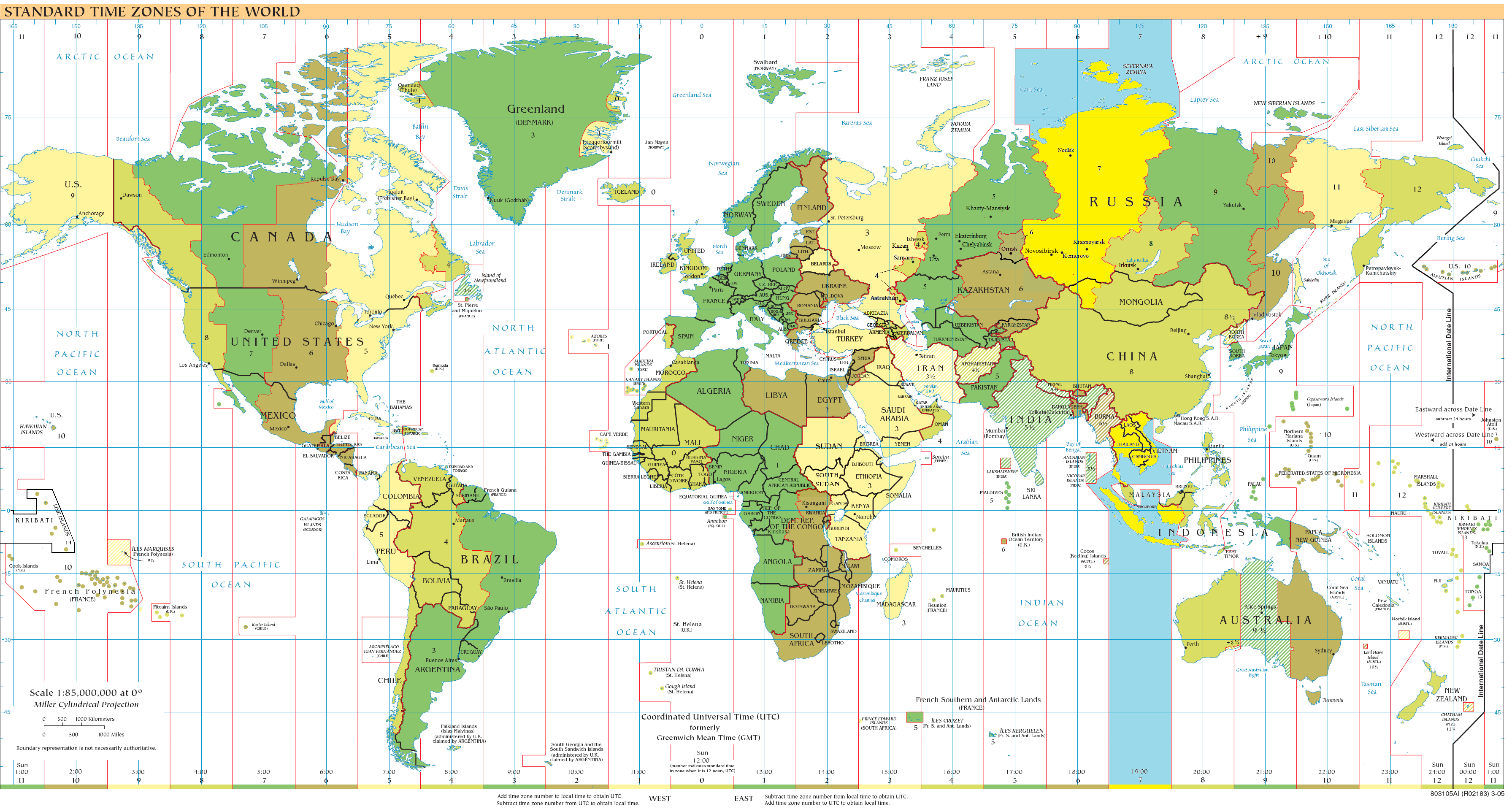
Mapa contendo as variações de tempo de acordo com a longitude, com a UTC+7:00 em destaque

  - Zona 6: Krasnoyarsk e Novosibirsk[4]
- Tailândia[1]
- Vietname [1]